# Абуду, Джамили-Дини
Джамили-Дини Абуду Моиндзе (фр. Djamili Dine Aboudou Moindze; род. 16 февраля 1996, Сплит, Франция) — французский боксёр-любитель, выступающий в супертяжёлой весовой категории. Член национальной сборной Франции, бронзовый призёр Олимпийских игр 2024 года, бронзовый призёр чемпионата Европы (2017), двукратный бронзовый призёр Средиземноморских игр (2018, 2022), многократный победитель и призёр международных и национальных турниров в любителях.

## Биография
Родился 16 февраля 1996 года в Гранд-Сент, в департаменте Нор, во Франции.

## Любительская карьера

### 2017—2019 годы
В июне 2017 года в Харькове (Украина) стал бронзовым призёром чемпионата Европы, в полуфинале по очкам со счётом 1:4 уступив англичанину Фрейзеру Кларку.
В июне 2018 года стал бронзовым призёром Средиземноморских игр в городе Таррагона (Испания) в весе свыше 91 кг, где он в полуфинале по очкам 0:5 проиграл египетянину Юсри Хафезу, — который в итоге стал победителем данного турнира.

### 2020—2022 годы
С весны 2020 года был введён жёсткий коронавирусный карантин во Франции и по всей Европе, и в 2020 году он остался практически без соревновательной практики.
В мае 2022 года участвовал на чемпионате Европы в Ереване (Армения), в весе свыше 92 кг, где он в 1/8 финала соревнований по очкам со счётом 0:5 проиграл опытному испанцу Айюбу Гадфа Дрисси, — который в итоге стал серебряным призёром данного чемпионата.
В июле 2022 года второй раз стал бронзовым призёром Средиземноморских игр в городе Оран (Алжир) в весе свыше 91 кг, где он в полуфинале по очкам 0:3 проиграл итальянцу Винченцо Фиасчетти.

### 2023—2024 годы
В мае 2023 года, в Ташкенте (Узбекистан) участвовал на чемпионате мира в весе свыше 92 кг, где он в 1/16 финала соревнований по очкам единогласным решением судей (0:5) проиграл австралийцу Теремоану Джуниору.
В июне 2023 года участвовал на III-х Европейских играх в Кракове (Польша), в весе свыше 92 кг. Где он в 1/8 финала по очкам решением большинства судей (1:4) проиграл немцу Нельви Тиафаку.
В октябре 2023 года, в Будве (Черногория) участвовал на турнире Кубок Европы EUBC Cup 2023, где он в 1/8 финала по очкам со счётом 0:5 проиграл хорвату Марко Милуну, — который в итоге стал чемпионом этого турнира.
В марте 2024 года, в городе Бусто-Арсицио (Италия) участвовал в 1-м мировом Олимпийском квалификационном турнире, где он в весе свыше 92 кг, в 1/16 финала по очкам со счётом 5:0 победил болгарина Йордана Эрнандеса, в 1/8 финала по очкам со счётом 5:0 победил иранца Имана Ремезанпура, в четвертьфинала по очкам со счётом 4:1 победил канадца Алексиса Берье, и завоевал лицензию для участия в Парижской Олимпиаде-2024.
В апреле 2024 года, в Белграде (Сербия) участвовал на чемпионате Европы, где он в 1/8 финала по очкам со счётом 1:4 проиграл опытному россиянину Ярославу Дороничеву.